# ZDFinfo
ZDFinfo هي قناة تلفزيونية رقمية مقدمة من زي دي اف، تم تأسيسها في 27 من أغسطس 1997 تحت اسم (ZDFinfokanal)، وتمت إعادت تسميتها في 5 سبتمبر 2011 ليصبح الاسم الحالي. وفي 1 ماي 2012 تم العمل على إطلاق القناة بتقنية العالية الجودة (HD) ك بث متزامن مع القناة العادية، ويتم بثها عبر القمر الاصطناعي أسترا 1 مدار 19.2 شرقا.

## البرمجة
ثبت القناة برامج وثائقية وأخبار وسير ذاتية، كما تعرض أفلام تاريخية معاد تمثيلها وتقوم بإنتاجها بنفسها، ولها دور في نقل مباريات كأس العالم رفقة القناة الرسمية ZDF التي تمر في نفس التوقيت.